# ベスト オブ ヒーロー
「ベスト オブ ヒーロー」は、日本の女性歌手・倉木麻衣の楽曲。倉木の23枚目のCDシングルとして、2006年2月8日にGIZA Studioからリリースされた。

## 概要
TBS系ドラマ『ガチバカ!』主題歌。ドラマCMや番組中の主題歌としては、オープニングテーマであるAAAの「ハレルヤ」ではなく本曲が流されていた。
シングル盤には18thシングル「明日へ架ける橋」以来のインストゥルメンタルが収録されている。

## シングル収録曲
1. 「ベスト オブ ヒーロー」 – (4:16)
  - 作詞: 倉木麻衣、作曲・編曲: 徳永暁人

6thアルバム『DIAMOND WAVE』に収録されているものとはアレンジが異なっている。
2. 「Cuz you'll know that you're right」 – (3:44)
  - 作詞: 倉木麻衣、作曲: 藤末樹、編曲: 大賀好修
3. 「ベスト オブ ヒーロー 〜Instrumental〜」(4:14)

## スタッフ・クレジット
- 倉木麻衣 – コーラス
- 徳永暁人 – コーラス

## 収録アルバム
- DIAMOND WAVE
- ALL MY BEST